# Abdülbaki Gölpınarlı
Abdülbaki Gölpınarlı (* 12. Januar 1900 in Istanbul; † 25. August 1982 ebenda) war ein türkischer Hochschullehrer und Islamwissenschaftler. Sein bürgerlicher Name lautete Mustafa İzzet Baki.
Er galt als Historiker, Iranologe und Kenner der Sufi-Mystik. Seine Übersetzung des Koran in das moderne Türkisch ist hochangesehen.

## Schriften
- Yunus Emre Divanı (1943–1948)
- Fuzuli Divanı (1950)
- Nedim Divanı (1951)
- Mevlâna Celaleddin (1951)
- Mevlânadan Sonra Mevlevilik (1953)
- Menâkıb-ı Hacı Bektaş-ı Veli (1963)
- Alevi Bektaşi Nefesleri (1963)
- 100 Soruda Türkiye’de Mezhepler ve Tarikatlar (1969)
- 100 Soruda Tasavvuf (1969)
- Simavna Kadısıoğlu Şeyh Bedreddin (1966)
- Hurufilik Metinleri Kataloğu (1973)
- Hayyam ve Rubaileri (1973)
- Tarih Boyunca İslam Mezhepleri ve Şiilik (1979)
- Tasavvuftan Dilimize Geçen Deyimler ve Atasözleri (1978)
- Kuran-ı Kerim ve Meali (1955)
- Caferî Mezhebi Esasları (Grundlagen der dschafaritischen Rechtsschule 1966)